# Gia công (hóa học)
Trong hóa học, gia công là thuật ngữ để chỉ một loạt các thao tác cần phải có để cô lập và tinh chế các sản phẩm của phản ứng hóa học.
Thông thường, các thao tác này bao gồm:
- Chấm dứt phản ứng để khử hoạt tính của bất kỳ chất phản ứng nào nhưng chưa tham gia phản ứng.
- Loại bỏ dung môi bằng cách cho bay hơi.
- Tách riêng hỗn hợp phản ứng thành các lớp hữu cơ và/hoặc lỏng bằng chiết lỏng-lỏng.
- Tinh chế bằng ghi sắc kế, chưng cất hay tái kết tinh hóa.

Ví dụ, trong phản ứng Grignard giữa phenylmagiê bromide và dioxide cacbon trong dạng băng khô tạo ra base liên hợp của axít benzoic. Sản phẩm mong muốn, axít benzoic, thu được bằng cách gia công như sau:
1. Hỗn hợp phản ứng chứa thuốc thử Grignard (R-Mg-X) được làm ấm tới nhiệt độ phòng trong bình chứa nước để cho băng khô dư thừa bay hơi hết
2. Tác nhân Grignard còn lại nào được chấm dứt bằng bổ sung nước
3. Axít clohiđric loãng được thêm vào trong hỗn hợp phản ứng để proton hóa các muối benzoat, cũng như để hòa tan các muối magiê và thu được các chất rắn màu trắng chứa axít benzoic chưa tinh khiết.
4. Axít benzoic được chắt để loại bỏ dung dịch lỏng chứa các tạp chất, bổ sung thêm nước và hỗn hợp được đun sôi với nhiều nước thêm vào để tạo ra dung dịch đồng nhất.
5. Dung dịch được làm nguội chậm dần xuống tới nhiệt độ phòng, sau đó được cho qua bình chứa nước đá để tái kết tinh axít benzoic.
6. Các tinh thể axít benzoic tái kết tinh được thu thập trong phễu Buchner và để khô trong không khí để tạo ra axít benzoic tinh khiết.